# Тріфешть (Молдова)
Тріфешть (рум. Trifești) — село у Резинському районі Молдови. Утворює окрему комуну.

## Населення
За даними перепису населення 2004 року у селі проживали 847 осіб.
Національний склад населення села:
| Національність   | Кількість осіб | Відсоток   |
| ---------------- | -------------- | ---------- |
| молдавани румуни | 828 8          | 97,8% 0,9% |
| українці         | 6              | 0,7%       |
| росіяни          | 4              | 0,5%       |
| болгари          | 1              | 0,1%       |
| Всього           | 847            | 100%       |